# Hausz Nasri
Hausz Nasri (arab. حوش نصري) – miejscowość w Syrii, w muhafazie Damaszek. W 2004 roku liczyła 2459 mieszkańców.